# Старое здание управления Юго-Восточной железной дороги
Старое здание управления Юго-Восточной железной дороги — административное здание в Воронеже, расположенное по адресу: Площадь Черняховского, 2. 
Было построено в начале 1870-х годов. После учреждения в 1893 году Общества Юго-Восточных железных дорог в нем размещались главные службы управления Юго-Восточной железной дороги: канцелярия управляющего, кабинет помощника, служба движения, товарно-станционный и статистический отделы. Со временем возникла необходимость в расширении помещений. В 1929-1932 годах было построено новое здания управления, в котором оно располагается и сейчас. В этом здании разместилась администрация Воронежского отделения Юго-Восточной железной дороги. В ходе Великой Отечественной войны здание вокзала было разрушено, и во время его восстановления функции вокзала выполняло старое здание управления Юго-Восточной железной дороги. В 2000-х годах здание было реконструировано, сделана пристройка с башней. 
Здание выполнено в эклектическом стиле с элементами неоклассицизма. Главный фасад направлен на Привокзальный сквер. 